# Oświetlenie architektoniczne
Oświetlenie architektoniczne (ang. architectural lighting) – oświetlenie, mające na celu podkreślenie i eksponowanie cech architektonicznych budynków, poprzez zastosowanie różnych źródeł światła, kierunków i intensywności, w celu stworzenia efektów wizualnych odmiennych od naturalnego oświetlenia dziennej przestrzeni.
Oświetlenie architektoniczne jest poddawane pewnym normom i kryteriom, które określają standardy jakości oraz bezpieczeństwa. Przy projektowaniu i wdrażaniu oświetlenia architektonicznego często stosuje się pewne wytyczne, takie jak austriackie normy PN-EN 62262, która określa minimalny stopień ochrony IP oraz EN 62262, określającą klasę wytrzymałościową, którą oświetlenie zewnętrzne powinno spełniać.
Rolą oświetlenia architektonicznego jest podkreślenie koloru lub faktury danej powierzchni. Rozwiązanie jest stosowane najczęściej przy obiektach kulturalnych, obiektach sakralnych, hotelach i restauracjach, ale także w domach jednorodzinnych i osiedlach mieszkaniowych. Oświetlenie architektoniczne stosuje się eksponując atrakcyjne, bogate, różnorodne detale architektoniczne i elementy zdobnicze ukrywając jednocześnie mniej interesujące szczegóły.
Wysokie natężenie światła, dostarczanego przez lampy architektoniczne, pozwala projektantom, architektom i urbanistom na tworzenie wyjątkowych przestrzeni, podkreślając ich estetykę i nadając im charakteru, a także na zapewnienie bezpieczeństwa w przestrzeni publicznej w nocy.